# U.S. Men's Clay Court Championships 1983
L'U.S. Men's Clay Court Championships 1983 è stato un torneo di tennis giocato sulla terra. È stata la 73ª edizione del U.S. Men's Clay Court Championships, che fa parte del Volvo Grand Prix 1983. Si è giocato a Indianapolis negli Stati Uniti dall'1 al 7 agosto 1983.

## Campioni

### Singolare
Jimmy Arias ha battuto in finale  Andrés Gómez con il punteggio di 6–4, 2–6, 6–4.

### Doppio
Mark Edmondson /  Sherwood Stewart hanno battuto in finale  Carlos Kirmayr /  Cássio Motta con il punteggio di 6–3, 6–2.